# Dietrich Tolke
Dietrich Tolke († 1405) war Bischof von Reval.
Wahrscheinlich aus einem Vasallengeschlecht der Diözese Reval stammend, war Tolke ursprünglich Diözesanpriester.

## Bischofsamt
Anfang 1403 wurde er durch das Domkapitel von Reval zum Bischof gewählt und reiste anschließend, nachdem er sich auf der Marienburg der Unterstützung des Hochmeisters Konrad von Jungingen versichert hatte, nach Rom. Hier providierte ihn Papst Bonifatius IX. am 2. Juli 1403 mit dem Bistum Reval und gestattete ihm in den Deutschen Orden einzutreten, ohne dessen Schutz er sein Bistum nicht erfolgreich hätte leiten können.
Am 14. Oktober 1403 wurde er auf der Marienburg in den Orden aufgenommen und zum Bischof geweiht. Über Königsberg und Memel reiste er dann in sein Bistum zurück.